# Brioche Dorée
Brioche Dorée is een Franse keten van bakkers/café-restaurants, opgericht in 1976 en oorspronkelijk begonnen in Brest. Het bedrijf werd opgericht door Louis Le Duff, de huidige president van Groupe Le Duff. De keten is wereldwijd actief en is de op een na grootste bakkers/ caféketen ter wereld. In de wereldwijd meer dan 500 café-restaurants komen dagelijks meer dan 200.000 klanten. De naam betekent "Gouden Brioche" in het Frans.
Het bedrijf heeft vestigingen in de Verenigde Staten, Zwitserland, Luxemburg, Egypte, Algerije, Canada, Costa Rica, Tsjechië, Denemarken, Verenigd Koninkrijk, Duitsland, Argentinië, Marokko, Saudi-Arabië, Syrië, China, Zuid-Korea, India, Japan, VAE, Oman, Koeweit, Qatar, Kameroen, Senegal en Bahrein.